# Аллея учёных МГУ
Алле́я учёных — мемориально-парковый ансамбль, расположенный напротив входа в главное здание Московского государственного университета со стороны Воробьёвых гор. Состоит из двенадцати памятников-бюстов российским деятелям науки и культуры, установленных вдоль бассейна с фонтанами. Скульптуры расположены симметрично вдоль бортиков бассейна — по шесть с каждой стороны. Создание монументов происходило с 1949 по 1953 год.

## История
Памятники установили в 1953 году. Дирекция художественных выставок и панорам совместно с архитекторами главного здания МГУ определили единые параметры для всех статуй: высота — 104 сантиметра, высота голов скульптур — 47 сантиметров, размеры каждого постамента — 202,5 на 202,5 сантиметра.
В 2004 году архитектурно-парковый ансамбль «Аллея учёных» и 12 бюстов, распоряжением Правительства Москвы № 2535-РП от 20.12.2004 года были внесены в реестр объектов культурного наследия народов РФ как памятники градостроительства и архитектуры регионального значения.

В 2017 году была произведена реставрация аллеи. Руководитель департамента культурного наследия города Москвы Алексей Емельянов так описывал состояние комплекса перед ремонтом: 
Памятники были установлены на Аллее ученых в 1953 году, в последний раз они реставрировались около 15 лет назад: с тех пор, как и все городские монументы, они покрылись слоем пыли и сажи, местами деструктировались, и требовали замены старые мастиковки. Фундамент бюста Дмитрия Менделеева и вовсе просел, требовалось усиление его основания.
 В ходе работ специалисты очистили бюсты от загрязнений, заполнили швы и трещины специальными минеральными и полимерными составами, восполнили утраты, нанесли консервирующий состав, защищающий от негативного воздействия окружающей среды и предотвращающий дальнейшие разрушения. Основания монументов, в местах образования муравейников, обработали специальными биоцидными препаратами.

## Список памятников
| Персоналии           | Скульптор         | Код памятника в ЕГРОКН                             |
| -------------------- | ----------------- | -------------------------------------------------- |
| Александр Герцен     | Сергей Конёнков   | 771610980820095 (ЕГРОКН). 7731080000 (БД Викигида) |
| Василий Докучаев     | Игорь Крестовский | 771610980820145 (ЕГРОКН). 7731080000 (БД Викигида) |
| Николай Жуковский    | Матвей Манизер    | 771610980820115 (ЕГРОКН). 7731080000 (БД Викигида) |
| Николай Лобачевский  | Николай Дыдыкин   | 771610980820075 (ЕГРОКН). 7731080000 (БД Викигида) |
| Михаил Ломоносов     | Иосиф Козловский  | 771610980820125 (ЕГРОКН). 7731080000 (БД Викигида) |
| Дмитрий Менделеев    | Матвей Манизер    | 771610980820155 (ЕГРОКН). 7731080000 (БД Викигида) |
| Иван Мичурин         | Матвей Манизер    | 771610980820185 (ЕГРОКН). 7731080000 (БД Викигида) |
| Иван Павлов          | Матвей Манизер    | 771610980820195 (ЕГРОКН). 7731080000 (БД Викигида) |
| Александр Попов      | Мария Литовченко  | 771610980820135 (ЕГРОКН). 7731080000 (БД Викигида) |
| Климент Тимирязев    | Сергей Меркуров   | 771610980820165 (ЕГРОКН). 7731080000 (БД Викигида) |
| Пафнутий Чебышёв     | Иосиф Рабинович   | 771610980820105 (ЕГРОКН). 7731080000 (БД Викигида) |
| Николай Чернышевский | Георгий Нерода    | 771410980820175 (ЕГРОКН). 7731080000 (БД Викигида) |

## Галерея

Аллея учёных у здания МГУ (2017 год)
Бюст Герцена
Бюст Докучаева
Бюст Жуковского
Бюст Лобачевского
Бюст Ломоносова
Бюст Менделеева
Бюст Мичурина
Бюст Павлова
Бюст Попова
Бюст Тимирязева
Бюст Чебышёва
Бюст Чернышевского